# Pollhagen
Pollhagen település Németországban, azon belül Alsó-Szászország tartományban. Lakosainak száma 1063 fő (2023. december 31.). Pollhagen Lauenhagen és Sachsenhagen községekkel határos.

## Népesség
A település népességének változása:
| Lakosok száma | 1104 | 1103 | 1101 | 1071 | 1066 | 1076 | 1063 |
|               | 2015 | 2016 | 2017 | 2019 | 2021 | 2022 | 2023 |